# Wars of in-laws II
Wars of in-laws II is een TVB-serie die doet lijken op een romantische komedie. De serie is een soort vervolgserie van Wars of In-laws, want het verhaal is ongeveer hetzelfde, dezelfde hoofdrolspelers, maar het speelt zich in een andere tijd af. De eerste speelt zich af in de Qing-dynastie.

## Rolverdeling
| Acteur     | Personage               |
| ---------- | ----------------------- |
| Liza Wang  | Ophelia Gwo Bik (Fiona) |
| Myolie Wu  | Chow Lai-Man            |
| Bosco Wong | Kyle Gwo Duk            |
| Joyce Tang | Coco Ko Ga Bo           |
| Benz Hui   | But Ping-Fan            |
| Derek Kwok | CC Zhung Cheung         |
| Vivien Yeo | Athena Sung Ji Kiu      |
| Nancy Wu   | Iris                    |

## Verhaal
Hoofdredactrice Gwo Bik (Liza Wang) is een zeer krachtige en arrogante vrouw, die al zijn vijandige mensen kan verslaan. Ze toont geen medeleven en doet alles om zijn zoon Gwo Duk (Bosco Wong) onder haar gezag te houden. Ze staat sterk in haar schoenen en denkt dat ze niets kan verliezen. Totdat het sulliglijkende meisje Chow Lai-Man (Myolie Wu) de vriendin van zijn zoon wordt. De aanstaande schoondochter doet alles om zijn vriend zelfstandig te maken. Gwo Duk besluit te stoppen met de politieacademie en gaat werken in het kantoor van zijn moeder. Dit leidt alleen maar tot meer ruzie tussen hem en zijn moeder.
Best selling secrets 同事三分親 · Legend of the demigods 搜神傳 · Wars of in-laws II 野蠻奶奶大戰戈師奶 · Wasabi mon amour 和味濃情 · The master of tai chi 太極 · A journey called life 金石良缘 · The silver chamber of sorrows 銀樓金粉 · The money-maker recipe 師奶股神 · Dressage to win 盛裝舞步愛作戰 · Speech of silence 甜言蜜語 · When a dog loves a cat 當狗愛上貓 · Your class or mine 尖子攻略 · The four 少年四大名捕 · Survivor's law II 律政新人王II · The gentle crackdown II 秀才愛上兵 · The seventh day 最美麗的第七天 · D.I.E. 古靈精探 · Catch me now 原來愛上賊 · Forensic heroes II 法證先鋒II · Love exchange 疑情別戀 · Last one standing 與敵同行 · Moonlight resonance 溏心風暴之家好月圓 · The gem of life 珠光寶氣 · When Easterly Showers Fall on the Sunny West 東山飄雨西關晴 · Off pedder 畢打自己人 · Pages of treasures Click入黃金屋